# Korpusni general s posebnimi zadolžitvami (Italija)
Korpusni general s posebnimi zadolžitvami (izvirno italijansko Generale di corpo d'armata con incarichi speciali; dobesedno General korpusa armade s posebnimi zadolžitvami) je višji vojaški čin, katerega uporablja Italijanska kopenska vojska, Korpus karabinjerjev in Italijansko vojno letalstvo, prav tako pa ga uporablja tudi Finančna straža (Guardia di Finanza). V skladu z Natovim standardom STANAG 2116 čin nosi oznako OF-9 in je trozvezdni čin. Čin je nadrejen činu korpusnega generala in podrejen činu generala.
Korpusni general s posebnimi zadolžitvami je (bil) enakovreden činu oz. položaju:
- admirala eskadre s posebnimi zadolžitvami (ammiraglio di squadra con incarichi speciali) Italijanske vojne mornarice (Marina Militare);
- vodja Oddelka za pazniško administracijo.

## Oznake
- Oznaka čina korpusnega generala s posebnimi zadolžitvami kopenske vojske
- Oznaka čina korpusnega generala s posebnimi zadolžitvami vojnega letalstva
- Oznaka čina korpusnega generala s posebnimi zadolžitvami finančne straže